# Abraxas nigrovenata
Abraxas nigrovenata là một loài bướm đêm trong họ Geometridae.